# Bronxville
|  | Dieser Artikel wurde aufgrund von inhaltlichen Mängeln auf der Qualitätssicherungsseite des Projektes USA eingetragen. Hilf mit, die Qualität dieses Artikels auf ein akzeptables Niveau zu bringen, und beteilige dich an der Diskussion! Eine nähere Beschreibung der zu behebenden Mängel fehlt. |

Bronxville ist eine Gemeinde im Westchester County im US-Bundesstaat New York in den USA und liegt etwa 24 km nördlich von Manhattan.
Geographisch und politisch gehört es zusammen mit Tuckahoe zur Stadt Eastchester. Das U.S. Census Bureau ermittelte bei der Volkszählung 2020 eine Einwohnerzahl von 6656. Die Gemeinde ist eine der wohlhabendsten der Vereinigten Staaten und beherbergt das renommierte Sarah Lawrence College.

## Söhne und Töchter der Stadt
- Mort Dixon (1892–1956), Musiker, Liedermacher und Textdichter
- Henry Billings (1901–1985), Maler, Illustrator, Wandmaler und Kunstpädagoge
- John Hoyt (1905–1991), Film-, Theater und Fernsehschauspieler sowie Drehbuchautor
- Jack Lemaire (1911–2010), Jazzmusiker, Komiker und Schauspieler
- Lawrence Ferlinghetti (1919–2021), Beatnik-Schriftsteller und Beatnik-Dichter
- Ann Caracristi (1921–2016), Kryptoanalytikerin
- Lawrence Kohlberg (1927–1987), Psychologe und Professor für Erziehungswissenschaften
- Mary Fickett (1928–2011), Schauspielerin
- Edward Ashod Tiryakian (1929–2025), Soziologe
- David Towell (1937–2003), Politiker
- Brice Marden (1938–2023), Künstler
- Dennis Ritchie (1941–2011), Informatiker und Mitentwickler von UNIX
- Fred Sandback (1943–2003), Künstler, der dem Minimalismus zugeordnet werden kann
- Tina Sloan (* 1943), Schauspielerin
- Thomas Francis Gallagher (* 1944), Experimentalphysiker
- Louise Lawler (* 1947), Künstlerin
- Frank Abagnale (* 1948), Hochstapler und Sachverständiger für Scheckbetrug
- Garrick Ohlsson (* 1948), Pianist
- Pat Shipman (* 1949), Paläoanthropologin
- Molly Cheek (* 1950), Schauspielerin
- Dave Wilson (* 1955), Jazz-Saxophonist
- Tom McClintock (* 1956), Politiker
- Nick Didkovsky (* 1958), Gitarrist und Komponist
- Kim Linehan (* 1962), Schwimmerin
- Jeffrey Brock (* 1970), Mathematiker
- Ken Ueno (* 1970), Komponist, Sänger, Improvisationsmusiker, Klangkünstler und Musikpädagoge
- Erik-Michael Estrada (* 1979), Sänger und Schauspieler
- Lili Bordán (* 1982), Schauspielerin und Filmschaffende
- Gil Netter (* vor 1991), Filmproduzent
- Jamie Loeb (* 1995), Tennisspielerin
- Liam Krall (* 2002), Tennisspieler